# Clematis marmoraria
Клематис мраморный (лат. Clematis marmoraria) — вид многолетних кустарниковых растений из рода Ломонос (Clematis) семейства Лютиковые (Ranunculaceae).
Вечнозелёное растение с кожистой тёмно-зелёной листвой, похожей на листву петрушки. Высота — 15 см. Цветки белые, до 2 см в поперечнике; время цветения — ранняя весна.